# Бібліотека імені Василя Яна (Київ)
Бібліотека імені В. Яна (Київ) Дніпровського району м.Києва.

## Адреса
02105, Київ, проспект Миру, 13
Працює: понеділок-четвер - з 10.00  до 19.00;
неділя, субота – з 10-00 до 18-00;
п’ятниця – вихідний;
останній день місяця – санітарний.

## Характеристика
Площа приміщення бібліотеки - 480 м², бібліотечний фонд - 44.9 тис. примірників. Щоukr
Одна з найбільших, найстаріших загальнодоступних бібліотек Дніпровського району. Заснована у 1953 році.
1975 року з нагоди 100-річчя від дня народження одного з перших лауреатів Державної премії СРСР, фундатора радянського історичного роману письменника Василя Яна, бібліотеці присвоєно його ім'я.
Партнери бібліотеки: середні навчальні заклади, Дарницький технічний ліцей, громадська організація інвалідів "Милосердя. Інтелект", районна спілка ветеранів, Видавництво "Дитячий садок".
У 2003 році бібліотека відзначила своє 50-річчя, а 2005 — 30-річчя присвоєння імені Василя Яна і 130-річчя від дня народження письменника.
Бібліотека постійно підтримує зв'язок із сином письменника — Михайлом Васильовичем Янчевецьким.
З 2008 року в бібліотеці працює безкоштовний Інтернет для користувачів.